# Naomie Harris

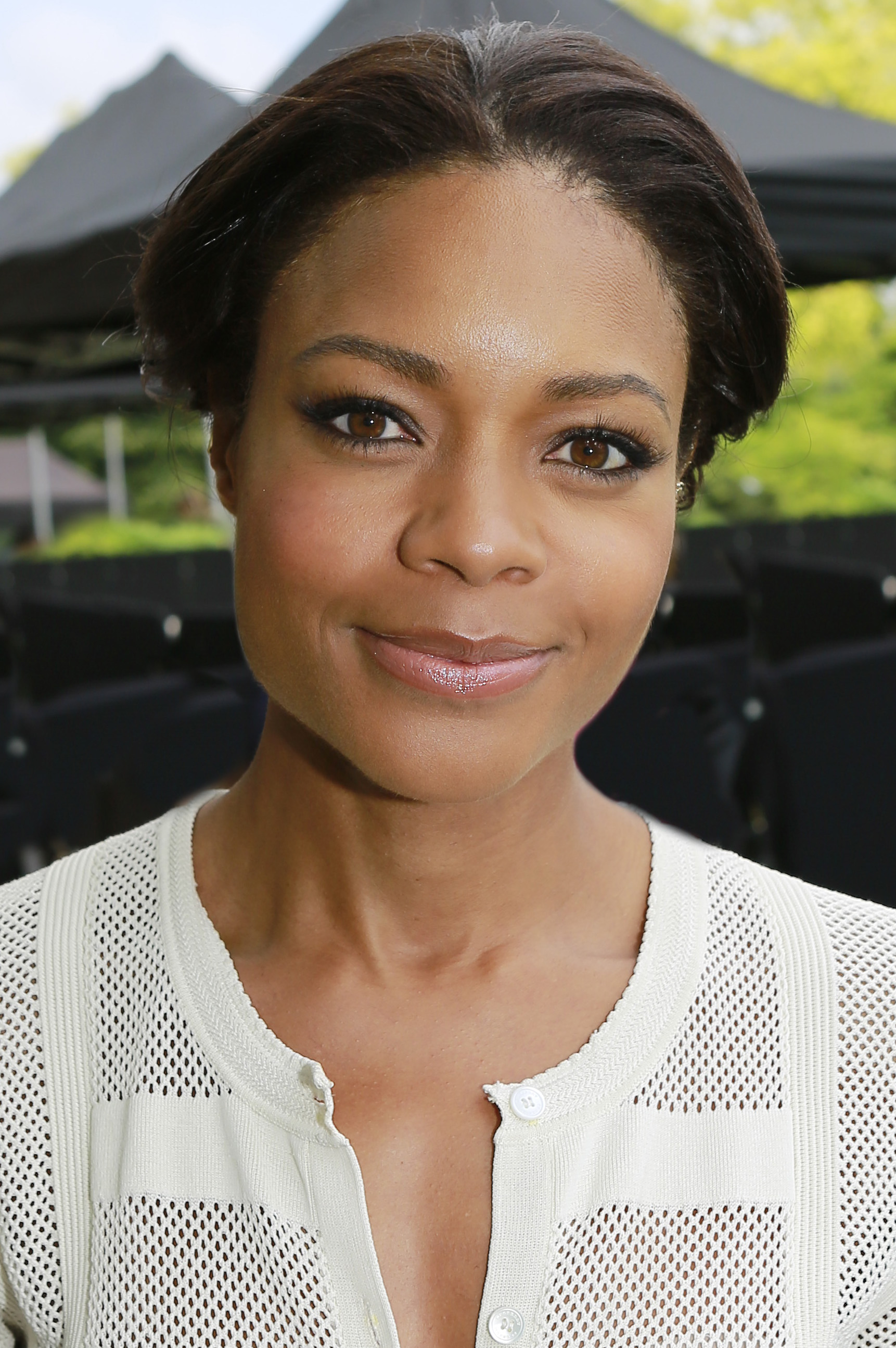
Naomie Harris (2014)

Naomie Melanie Harris, OBE (* 6. September 1976 in London) ist eine britische Schauspielerin jamaikanischer Abstammung. Bekanntheit erlangte sie durch den Film 28 Days Later, als Tia Dalma in den Fluch-der-Karibik-Filmen und als Eve Moneypenny in den James-Bond-Filmen Skyfall, Spectre und Keine Zeit zu sterben.

## Leben
Naomie Harris ist die Tochter der Drehbuchautorin Lisselle Kayla, einer Jamaikanerin. Sie wuchs in ihrem Geburtsort London bei ihrer alleinerziehenden Mutter auf. Harris studierte am Pembroke College in Cambridge Sozial- und Politikwissenschaften. Danach ließ sie sich an der Bristol Old Vic Theatre School zur Schauspielerin ausbilden. Sie ist Buddhistin.
Harris spielte bereits als Kind und Jugendliche in Film- und Fernsehprojekten, nahm sich dann aber eine Auszeit für ihr Studium. 2002 erlangte sie Bekanntheit mit dem Endzeit-Horrorfilm 28 Days Later von Danny Boyle. 2004 spielte sie an der Seite von Salma Hayek und Pierce Brosnan in der Gaunerkomödie After the Sunset. 2006 war sie in Miami Vice, dem Remake der gleichnamigen Fernsehserie, in der Rolle der Trudy Joplin zu sehen. Zudem spielte sie an der Seite von Johnny Depp in den erfolgreichen Filmen Pirates of the Caribbean – Fluch der Karibik 2 (2006) und Pirates of the Caribbean – Am Ende der Welt (2007) das Medium Tia Dalma. Neben erfolgreichen Kino-Blockbustern ist Harris auch immer wieder in Independent-Filmen wie Michael Winterbottoms viel gelobtem Ensemblefilm A Cock and Bull Story (2005) zu sehen. Außerdem stand sie oftmals für Fernsehfilme wie die Romanverfilmung Poppy Shakespeare (2008) oder das Historiendrama Small Island (2009) vor der Kamera. 2010 spielte sie die Hauptrolle in dem Film Der älteste Schüler der Welt, welcher unter anderem beim Seattle International Film Festival aufgeführt wurde.
Ende 2011 wurde berichtet, dass Harris die Rolle der Miss Moneypenny in der James-Bond-Filmreihe übernehmen würde. Später wurde jedoch bekannt gegeben, dass sie das Bondgirl Eve spielt. Der 23. James-Bond-Film Skyfall feierte im November 2012 Premiere. Wie sich herausstellte, wird die Agentin, welche von Harris verkörpert wird, im Laufe des Films in den Innendienst versetzt, wo sie den Job als Assistentin des Geheimdienstchefs M übernimmt. Somit ist Harris tatsächlich die neue Miss Moneypenny und tritt damit in die Fußstapfen von Lois Maxwell, Caroline Bliss und Samantha Bond. Die Rolle erhält mit Eve erstmals einen Vornamen und wird zum ersten Mal von einer schwarzen Schauspielerin dargestellt. Sie übernahm die Rolle erneut in James Bond 007: Spectre (2015) und James Bond 007: Keine Zeit zu sterben (2020).
Für ihre Nebenrolle als drogenabhängige Mutter in dem Film Moonlight (2016) erhielt Harris viel Anerkennung seitens der Filmkritiker. Ihre Darstellung wurde unter anderem mit einer Oscar- und einer Golden-Globe-Nominierung bedacht. Im Zuge der New Year Honours 2017 wurde Harris von der britischen Königin als Officer des Order of the British Empire ausgezeichnet.
Auf Deutsch wird sie überwiegend von Vera Teltz synchronisiert.

## Filmografie

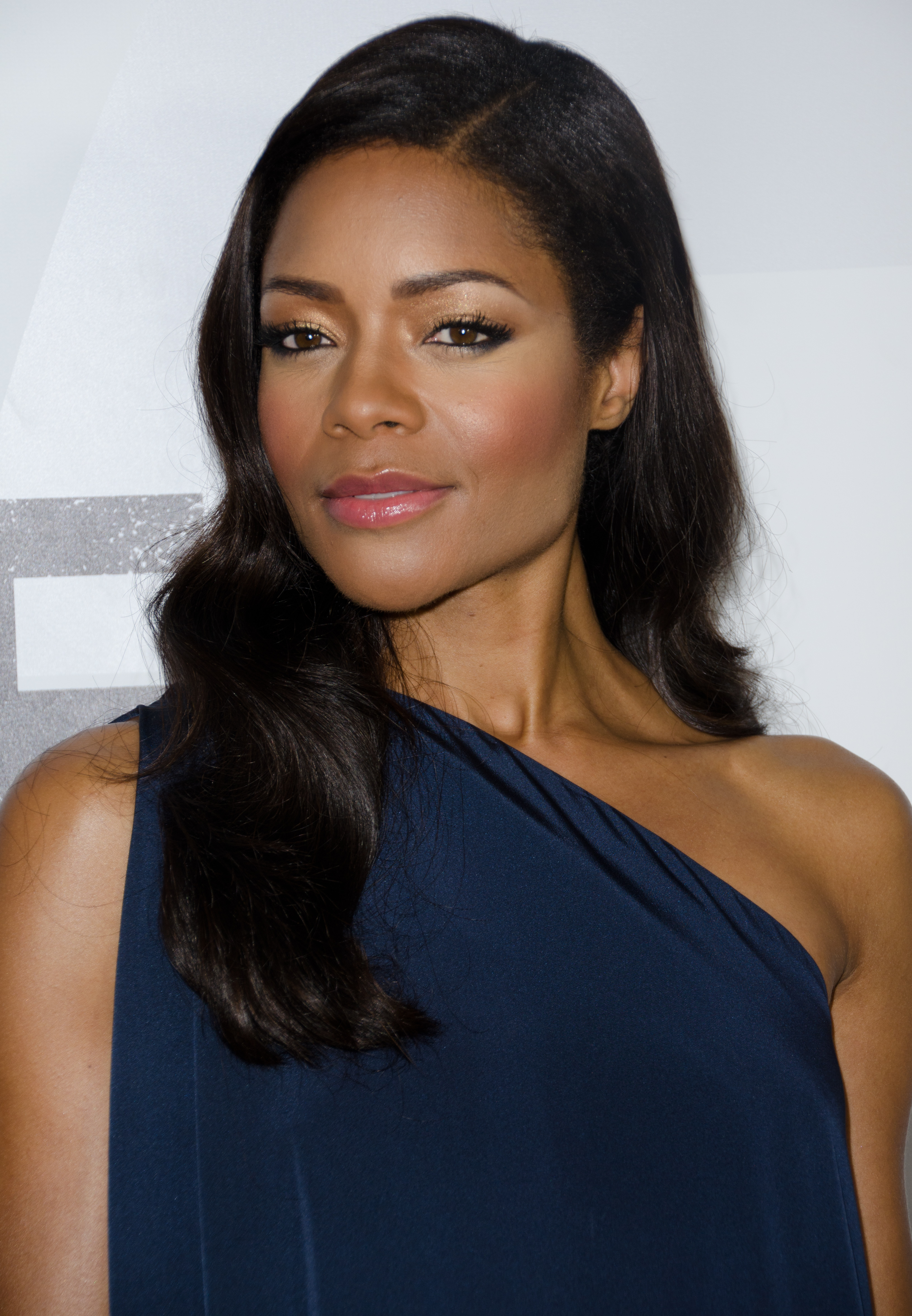
Naomie Harris (2012)

- 1987: Simon and the Witch (Fernsehserie, Folge 1x03)
- 1989: Erasmus Microman (Fernsehserie, eine Folge)
- 1992–1993: Runaway Bay (Fernsehserie, 17 Folgen)
- 1994–1995: The Tomorrow People (Fernsehserie, 16 Folgen)
- 2002: Die wilden Tage (Living in Hope)
- 2002: Der Preis des Verbrechens (Trial & Retribution, Serie, Folge 5x02)
- 2002: Anansi
- 2002: White Teeth (Fernsehserie, vier Folgen)
- 2002: 28 Days Later
- 2002: Projekt Machtwechsel (The Project, Fernsehfilm)
- 2002–2003: Dinotopia (Fernsehserie, zwei Folgen)
- 2003: Crust
- 2004: Traumata (Trauma)
- 2004: After the Sunset
- 2005: A Cock and Bull Story
- 2006: Pirates of the Caribbean – Fluch der Karibik 2 (Pirates of the Caribbean: Dead Man’s Chest)
- 2006: Miami Vice
- 2007: Pirates of the Caribbean – Am Ende der Welt (Pirates of the Caribbean: At World’s End)
- 2008: Der Börsen-Crash (August)
- 2008: Explicit Ills
- 2008: Poppy Shakespeare (Fernsehfilm)
- 2008: Street Kings
- 2009: Morris: A Life with Bells On
- 2009: My Last Five Girlfriends
- 2009: Ninja Assassin
- 2009: Small Island (Fernsehfilm)
- 2010: Sex & Drugs & Rock & Roll
- 2010: Blood and Oil (Fernsehfilm)
- 2010: Der älteste Schüler der Welt (The First Grader)
- 2010: Accused – Eine Frage der Schuld (Accused, Fernsehserie, eine Folge)
- 2011: Frankenstein
- 2012: James Bond 007: Skyfall (Skyfall)
- 2013: Mandela – Der lange Weg zur Freiheit (Mandela: Long Walk to Freedom)
- 2015: Southpaw
- 2015: James Bond 007: Spectre (Spectre)
- 2016: Verräter wie wir (Our Kind of Traitor)
- 2016: Moonlight
- 2016: Verborgene Schönheit (Collateral Beauty)
- 2018: Rampage – Big Meets Bigger (Rampage)
- 2018: Mogli: Legende des Dschungels (Mowgli: Legend of the Jungle, Stimme)
- 2019: Black and Blue
- 2021: James Bond 007: Keine Zeit zu sterben (No Time to Die)
- 2021: Venom: Let There Be Carnage
- 2021: Schwanengesang (Swan Song)
- 2022: The Man Who Fell to Earth (Fernsehserie)
- 2024: The Wasp
- 2025: Black Bag – Doppeltes Spiel (Black Bag)

## Videospiele
- 2010: Fable III (Stimme)
- 2012: 007 Legends (Stimme)

## Auszeichnungen (Auswahl)
Oscar
- 2017: Nominierung als Beste Nebendarstellerin (Moonlight)

British Academy Film Award
- 2017: Nominierung als Beste Nebendarstellerin (Moonlight)[2]

British Independent Film Award
- 2016: Auszeichnung mit dem Variety Award[3]

Critics’ Choice Movie Award
- 2016: Auszeichnung als Teil des Besten Schauspielensembles im Film Moonlight[4]

Golden Globe Award
- 2017: Nominierung als Beste Nebendarstellerin (Moonlight)[5]

Gotham Independent Film Award
- 2016: Auszeichnung mit dem Special Jury Prize als Teil des Ensembles im Film Moonlight[6]

Independent Spirit Award
- 2016: Auszeichnung mit dem Robert Altman Award als Teil des Ensembles im Film Moonlight[7]

London Critics’ Circle Film Award
- 2017: Auszeichnung als Beste Nebendarstellerin (Moonlight)
- 2017: Nominierung als Beste britische Darstellerin (Moonlight, Our Kind of Traitor und Collateral Beauty)[8]

Screen Actors Guild Award
- 2017: Nominierung als Beste Nebendarstellerin (Moonlight)
- 2017: Nominierung als Mitglied des Besten Schauspielensembles in einem Film (Moonlight)[9]